# بكتيريا لاهوائية إجبارية

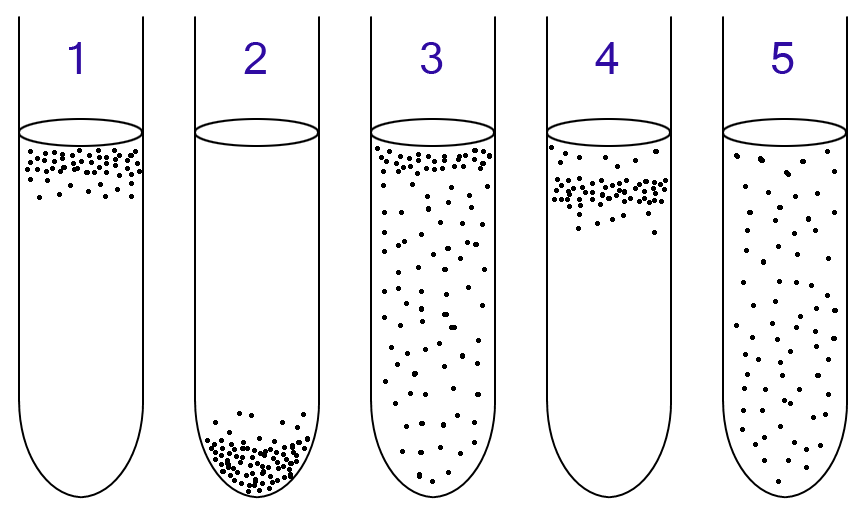
البكتيريا الحيوائية واللاحيوائية يمكن تمييزها من خلال ملاحظة نموها في مزرعة سائلة:
1. حيوائي مجبر (بكتيريا هوائية مجبرة)
2. لاحيوائي مجبر (بكتيريا لاهوائية مجبرة)
3. كائن لاحيوائي مخير (متصل بـ "كائن حيوائي اختياري")
4. أليف الهواء القليل
5. متحمل للهواء

الكائنات اللاحيوائية المجبرة هي ميكروبات تعيش وتنمو في غياب الأكسجين الجزيئي؛ أي يتسبب الأكسجين في القضاء على بعض منها.

## عملية التمثيل الغذائي (الأيض)
تاريخيًا، كان من المعروف على نطاق واسع[بحاجة لمصدر] أن الكائنات اللاحيوائية المجبرة تموت إذا تعرضت للأكسجين، وذلك بسبب غياب الإنزيمين فوق أكسيد الدسموتاز (superoxide dismutase) والكاتالاز (catalase)، واللذان يقومان بتحويل الأكسيد الفائق المميت المتكون في الخلايا نتيجة وجود الأكسجين. وعلى الرغم من أن هذا يحدث في بعض الحالات، إلا أنه قد لوحظ نشاط هذه الإنزيمات في بعض البكتيريا اللاحيوائية المجبرة، كما تم اكتشاف وجود جينات لهذه الإنزيمات والبروتينات في الجينومات الخاصة بها، مثل تخمر بيوتريكي (المطثية الزبدية) و الرزمية المثيلية باركيري (Methanosarcina barkeri) وغيرها. ومع ذلك، لا زالت هذه الكائنات الحية لا تستطيع أن تعيش في وجود الأكسجين. وهناك العديد من النظريات التي تفسر السبب وراء عدم قدرة الكائنات اللاحيوائية المجبرة على النمو في وجود الأكسجين:
1. يعمل الأكسجين الذائب على زيادة جهد تفاعلات الأكسدة-الاختزال لأي محلول، وزيادة جهد تفاعلات الأكسدة والاختزال يعمل على تثبيط معدل نمو بعض الكائنات اللاحيوائية المجبرة. فعلى سبيل المثال، تنمو بعض مولدات الميثان عندما يكون جهد تفاعلات الأكسدة والاختزال أقل من -0.3 فولت.
2. يعد الكبريتيد مكونًا أساسيًا لبعض الإنزيمات، لذا عندما يقوم جزيء الأكسجين بأكسدة هذه المادة لتكوين ثنائي السلفيد (ثاني الكبريتيد)، يؤدي ذلك إلى إيقاف عمل بعض الإنزيمات. وقد لا تستطيع بعض الكائنات النمو عند توقف عمل هذه الإنزيمات الحيوية.
3. قد يتوقف نمو البكتيريا نتيجة قلة المكافئات الاختزالية لعملية التخليق الحيوي، وذلك بسبب استهلاك الإلكترونات في عملية تقليل نسبة الأكسجين.

يُحتمل بشكل كبير أن تكون هذه العوامل مجتمعة هي السبب في حساسية الكائنات اللاحيوائية المجبرة تجاه الأكسجين.
وبدلاً من التغذي على الأكسجين، تستخدم الكائنات اللاحيوائية المجبرة متقبلات الإلكترونات البديلة في عملية التنفس الخلوي مثل الكبريتات والنترات والحديد والمنغنيز والزئبق وأول أكسيد الكربون. وتكون الطاقة الناتجة من عملية التنفس هذه أقل من تلك الناتجة من عملية التنفس بالأكسجين، كما أن جميع هذه المتقبلات الإلكترونات لا تنتج كمية متساوية من الطاقة.
- في الرواسب البحرية تتسبب كميات كبيرة من البكتريا المختزلة للكبريتات في فوحان رائحة كريهة للبيض المتعفن وانتشار العفن الأسود على بعد سنتيميترات قليلة أسفل سطح الراسب.

## أمثلة
تعد سلالتا العصوانية والمغزلية أمثلة للكائنات اللاحيوائية المجبرة غير المُشكِلة للأبواغ، والمُشكِلة للأبواغ على التوالي.
وتتضمن الكائنات اللاحيوائية المجبرة أنواعًا أخرى مثل الهَضْمُونِيَّةُ العِقْدِيَّةُ واللولبية والمغزلية والمثقبة اللثوية (Porphyromonas) والفيُّونيلَّة، والشعية الفطرية.